# Avilov (oblast de Rostov)
Pour les articles homonymes, voir Avilov.
Аsilov est une localité du raïon de Rodionovo-Nesvetaïskaïa de l'oblast de Rostov, en Russie.